# Ceramica greco-orientale

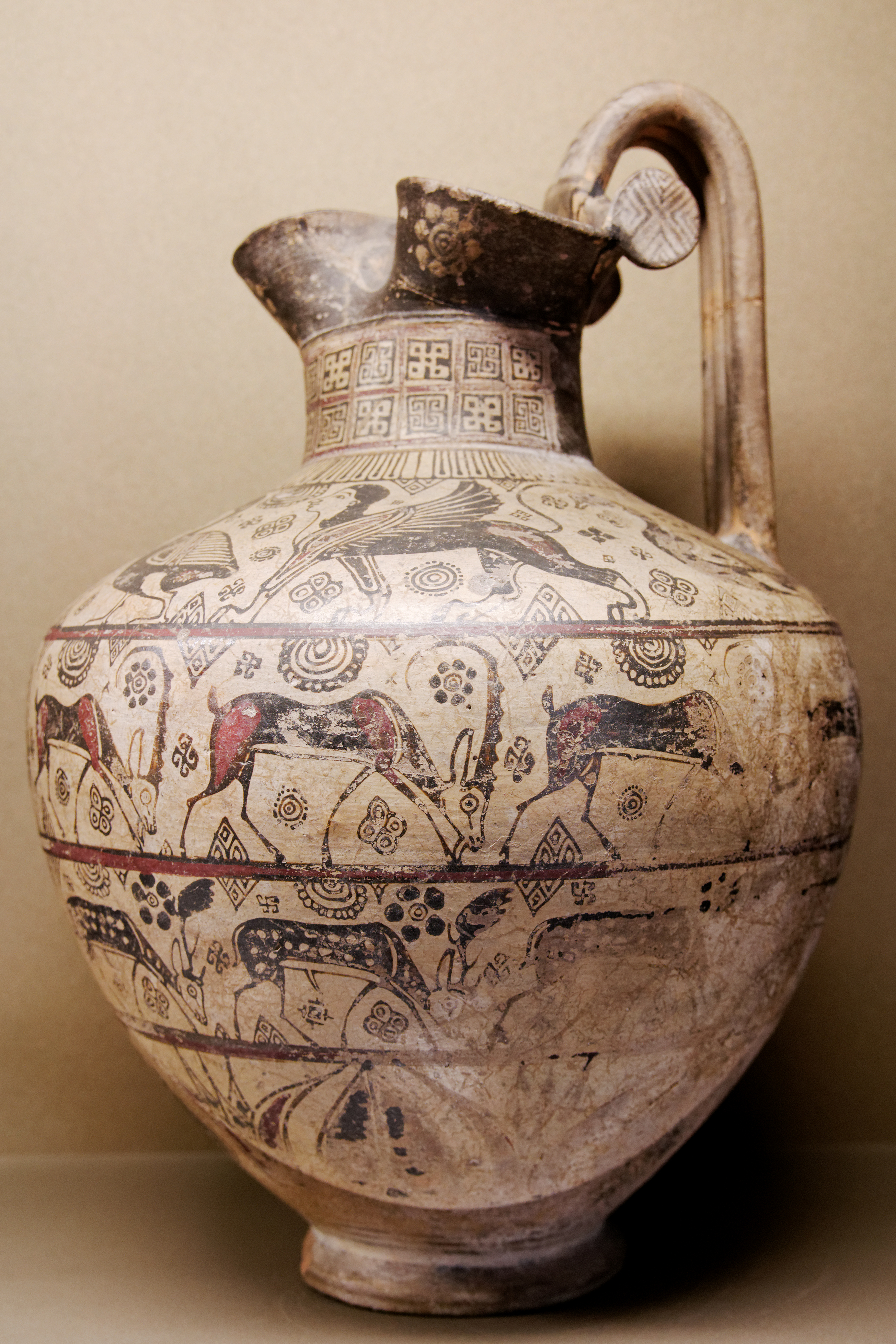
Oinochoe, Stile delle capre selvatiche, Louvre A311

La denominazione ceramica greco-orientale o impropriamente ceramica ionica descrive con un termine moderno gli oggetti ceramici prodotti dalle popolazioni greche che occupavano la zona occidentale della Turchia, anticamente suddivise in eoliche al nord, ioniche nella zona intermedia e doriche al sud, e le isole vicine.
Lo stile greco-orientale per eccellenza è lo stile delle capre selvatiche (Wild Goat Style) precedentemente definito "rodio-milese" con un'espressione caduta in disuso a seguito del riconoscimento della scarsa rilevanza delle produzioni rodie in questo ambito. La tecnica a figure nere è impiegata prevalentemente nella Ionia settentrionale e spesso non in modo esclusivo, ma affiancata dalla tradizionale tecnica a risparmio; nella parte meridionale della regione la si trova nelle coppe dei Piccoli maestri ionici e nelle situle di Daphnai. Altre figure nere al nord si trovano nella ceramica clazomenia, mentre la ceramica di Fikellura (seconda metà del VI secolo a.C.), ormai pressoché unanimemente ritenuta di origine milesia, sostituisce le figure nere con la tecnica a risparmio tradizionale.

## Sviluppo e localizzazione
Nel panorama della ceramica greca dominato da Atene e Corinto la Grecia orientale si allontana dallo stile geometrico solo nel secondo quarto del VII secolo a.C. per acquisire, inizialmente a sud, dove il principale centro produttivo era Mileto, e in un modo pressoché privo di passaggi intermedi, un aspetto orientalizzante chiamato stile delle capre selvatiche, il quale sembra svilupparsi da modelli tessili più che metallici, come invece accadeva a Corinto, e che si diffonderà in tutta la regione. Se il periodo medio dello stile ha il suo centro produttivo a Mileto, il periodo recente, caratterizzato dalla presenza delle incisioni, derivate da Corinto insieme agli animali e agli ornamenti di riempimento, si diffonde a partire dalla Ionia settentrionale, forse in modo indipendente dallo stile medio del sud, al quale sembra sovrapporsi. Nella Ionia settentrionale uno dei centri di produzione ceramica più importanti si trova a Clazomene o nelle sue vicinanze ed è in questo ambito che si sviluppa la ceramica clazomenia la quale si rivolgerà presto a modelli attici. Le esportazioni della ceramica prodotta in questa regione erano notevoli soprattutto verso oriente.
La ceramica di Fikellura si sviluppa sempre a Mileto forse come evoluzione del precedente stile delle capre selvatiche, benché non esistano validi contesti archeologici per quest'ultimo a Mileto, posteriori al 600 a.C., che possano confermarlo.
La ceramica chiota, caratterizzata dall'ingubbiatura bianca e dalla forma a calice del vaso, si sviluppa dal medio stile delle capre selvatiche a partire dal 600 a.C.; figure animali o umane senza eccessiva ornamentazione di riempimento vengono rappresentate allontanandosi dalla tradizionale tecnica a risparmio utilizzando una vivace policromia e a volte le figure nere. Non tutta la produzione di Chio tuttavia si mantiene a questi livelli. Fu largamente esportata dando luogo a fenomeni imitativi.
Un gruppo a parte è costituito dalle idrie ceretane che presentano caratteristiche greco-orientali e iscrizioni in alfabeto ionico, ma che furono probabilmente prodotte in Etruria da artigiani provenienti dalla Ionia settentrionale.

### Coppe ioniche
Tra le coppe greco-orientali si distinguono la coppa a uccelli con i suoi derivati, di produzione prevalentemente settentrionale, sviluppatasi dal kotyle privo di orlo separato, e la coppa ionica con labbro separato e decorazione a semplici fasce, la quale sopravvive con piccoli cambiamenti fino alla metà del VI secolo a.C. (le coppe di Vroulia ne sono un esempio).
Le coppe ioniche sono generalmente decorate con fasce a risparmio all'altezza delle anse e sul labbro; un piccolo gruppo di esemplari del VII secolo a.C. usa invece fasce bianche e rosse alternate su fondo nero. All'inizio del VI secolo a.C. la decorazione a fasce può invadere la parte interna del labbro o l'intera ciotola, mentre l'esterno del labbro, ormai più ampio, può essere decorato con ghirlande di foglie di mirto.
Nella prima metà del VI secolo a.C. inizia a svilupparsi, parallelamente a quanto avviene nella ceramica attica a figure nere, la lip cup dei Piccoli maestri ionici.
Si trovano anche alcune coppe con ornamenti plastici in bassorilievo in una sorta di fregio tra le anse. Le coppe ioniche appartengono generalmente al sud della regione dove Samo, come risulta dall'analisi dell'argilla, sembra particolarmente attiva per questo tipo di produzione.
L'evoluzione della coppa greco-orientale termina con la fine del VI secolo a.C.